# Bundesstraße 44
Die Bundesstraße 44 (Abkürzung: B 44) führt von Frankfurt am Main bis zur Bundesstraße 9 in Ludwigshafen am Rhein.

## Verlauf

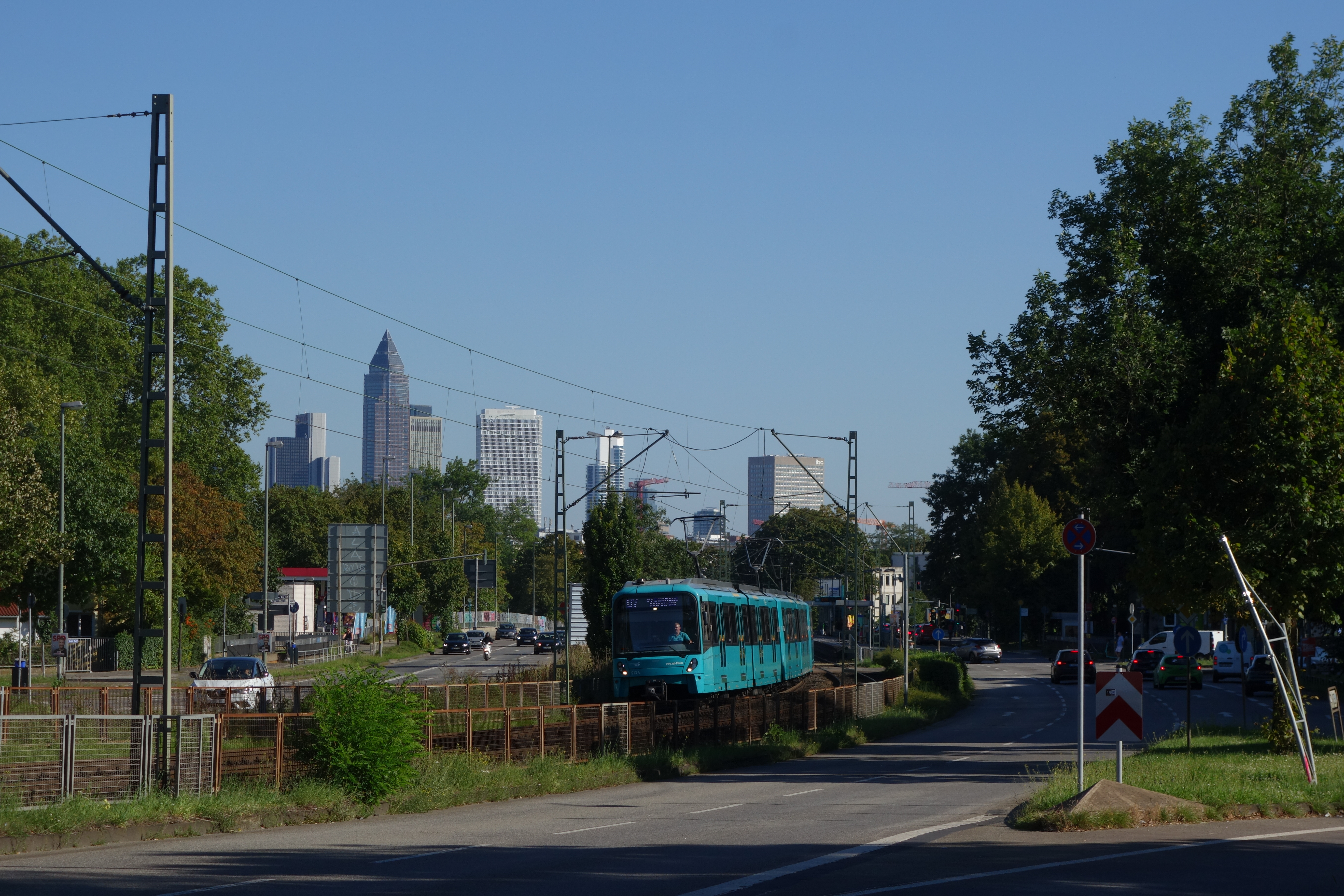
Ludwig-Landmann-Straße als B 44 an ihrem Beginn in Frankfurt-Rödelheim, in der Mitte verläuft die Trasse der U-Bahn-Linie 7

### Frankfurt am Main und Umgebung
Die Bundesstraße 44 beginnt an der Anschlussstelle Frankfurt am Main-Ludwig-Landmann-Straße der A 66 im Stadtteil Rödelheim. Sie führt von hier stadteinwärts über die Ludwig-Landmann-Straße in südöstlicher Richtung. Hinter der U-Bahn-Station Hausener Weg überquert sie die Nidda und verläuft für ein kurzes Stück durch Frankfurt-Hausen, wo die Ludwig-Landmann-Straße nach Süden abknickt und ab hier in Bockenheim bis zum Katharinenkreisel verläuft. Die B 44 geht hier in die von Westen kommende A 648 über, die hinter dem Kreisel endet und als Theodor-Heuss-Allee nach Osten stadteinwärts verläuft. An der Ludwig-Erhard-Anlage im Stadtteil Westend wird der Frankfurter Alleenring erreicht. Die B 44 folgt dem Alleenring stadteinwärts in südöstlicher Richtung über die Friedrich-Ebert-Anlage und den Platz der Republik entlang der Grenze zwischen den Stadtteilen Gallus und Westend. Über die Düsseldorfer Straße und die Straße Am Hauptbahnhof erreicht die B 44 die Baseler Straße und den Baseler Platz im Stadtteil Gutleutviertel. Auf der Friedensbrücke überquert die B 44 den Main und erreicht die Stresemannallee in Sachsenhausen. An der Kreuzung mit der Kennedyallee zweigt die B 44 rechts ab und folgt der Kennedyallee stadtauswärts zum Oberforsthaus. Hier endet die Kennedyallee und geht in die von links einmündende Mörfelder Landstraße über. Die Mörfelder Landstraße führt als autobahnähnlich ausgebauter Zubringer am Sportpark Waldstadion entlang zur Anschlussstelle Frankfurt-Süd der A3. Hinter der A3 verlässt die B 44 das Frankfurter Stadtgebiet. Sie verläuft weiter in südwestlicher Richtung durch das Stadtgebiet von Neu-Isenburg und Mörfelden-Walldorf bis zur Anschlussstelle Groß-Gerau an der A 67.

### Hochstraße Nord

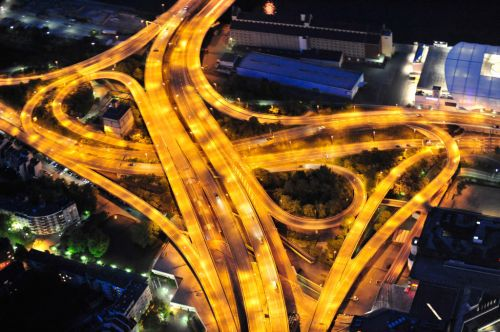
B 44 an der Rampe zur Kurt-Schumacher-Brücke in Ludwigshafen am Rhein

In Ludwigshafen verläuft die B 44 von der Kurt-Schumacher-Brücke, wo sie die L 523 aufwändig kreuzt, bis zur A 650 über die Hochstraße Nord, einer Stadtautobahn nach amerikanischem Vorbild. Diese 1,8 km lange Hochstraße wurde von 1970 bis 1981 erbaut und kostete damals 135 Millionen Mark. Sie besteht aus 34 Einzelbauwerken mit 213.000 Tonnen Stahl und Beton. Zur Schonung der Hochstraße ist diese seit März 2010 für Fahrzeuge, die breiter als zwei Meter sind, gesperrt, um zu verhindern, dass Fahrzeuge ab 40 Tonnen die Hochstraße passieren. Wegen durch Korrosion verursachten Schäden ist sie stark sanierungsbedürftig. Zur Absicherung gegen herabfallende Brocken wurden im Dezember 2010 spezielle engmaschige Kunststoff-Fangnetze angebracht, wofür 2,5 Millionen Euro investiert wurden. Die Ausfahrt Heinigstraße wurde im Sommer 2013 wegen Baufälligkeit gesperrt.

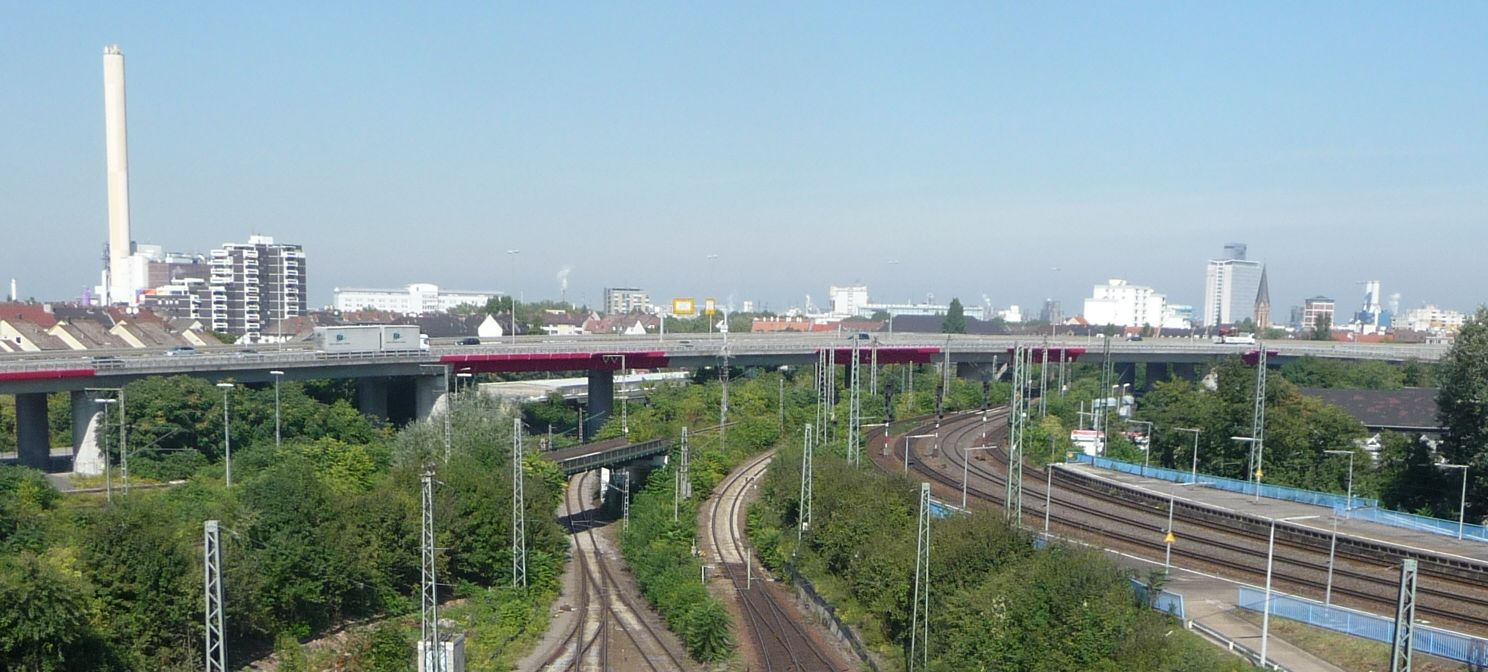
Die Hochstraße Nord über dem Hauptbahnhof

Bereits 1993 begann man mit Planungen für die Sanierung der Hochstraße, die Kosten für eine Teilsanierung wurden zuerst auf 20 Millionen Euro, zwölf Jahre später auf 70 Millionen, Anfang 2010 auf 150 Millionen und Ende 2010 auf 190 Millionen Euro geschätzt. Die Bauzeit sollte bei etwa acht bis zehn Jahre liegen. Weitere drei Jahre später geht man davon aus, dass dies viel zu knapp kalkuliert wurde. Der Landtagsabgeordnete Günther Ramsauer geht von 300 bis 400 Millionen Euro aus. Die Stadt Ludwigshafen möchte die notwendige Sanierung der Hochstraße nutzen, um die westliche Innenstadt ganz neu zu gestalten. Dazu investierte die Stadt für die Planung 1,5 Millionen Euro und engagierte dafür die Universität Kaiserslautern, eine Forschungsgesellschaft und ein Ingenieurbüro, um mögliche Varianten zu entwickeln. Das Ingenieurbüro war unter anderem am Bau der Warschauer Nordbrücke und des Leipziger City-Tunnels beteiligt.
Die sieben eingereichten Vorschläge reichen von einem kompletten 1:1-Neubau der Hochstraße, über eine verschlankte Hochstraße mit nur noch drei Spuren und wechselseitiger Ampelschaltung bis hin zur ebenerdigen Verlegung der Bundesstraße nach Vorbild der Augustaanlage in Mannheim, der Kennedy-Allee in Frankfurt oder der Kriegsstraße in Karlsruhe. Unter anderem ist auch der Vorschlag einer Tunnellösung aus finanziellen Gründen gleich gestrichen worden, so dass vorerst drei Varianten übrig blieben. Voraussetzung sei immer, dass die künftige Verkehrsader 46.000 Fahrzeuge täglich bewältigen kann, davon im Berufsverkehr ca. 4.000 Fahrzeuge pro Stunde. Die Maßnahme wird unter dem Projektnamen City West geführt, außer der Hochstraße selbst ist auch ein Areal von 17 Hektar entlang dieser ein Teil davon.
Nach Ostern 2013 waren nur noch zwei Varianten zur Entscheidung übrig geblieben, der Wiederaufbau (evtl. um eine versetzte Trasse) mit einer Kostenschätzung von 260 bis 300 Millionen Euro und die ebenerdige Stadtstraße mit Rampen und Brücken, einer Länge von 650 Meter und Breite von 51 Metern und einer Kostenschätzung von 210 bis 250 Millionen Euro. Der Unterhalt für die künftige Hochstraße würde jährlich 710.000 Euro verschlingen, die Stadtstraße 445.000 Euro. Als äußerst komplex erweist sich, wie der Baustellenverkehr vor allem am Brückenkopf zur Kurt-Schumacher-Brücke während des Umbaus verlaufen soll, so wie Bahnschienen und Versorgungsleitungen zu verlegen sind. Deswegen verzögert sich das Projekt.
Baulastträgerin ist die Stadt Ludwigshafen. Bundesverkehrsminister Peter Ramsauer begutachtete 2012 das Bauwerk und er erkannte „dass es brennt“. Der Bund hat daraufhin eine konkrete Zusage für eine Beteiligung in Höhe von 50 Millionen Euro bei der 1:1-Neubau-Variante geäußert, um den überregionalen Charakter zu behalten. Das Land hat eine Förderung von 20 Millionen Euro zugesagt.
Am 5. Februar 2014 gab es ein weiteres Bürgerforum.
Am 24. März 2014 hat der Stadtrat von Ludwigshafen sich mit parteiübergreifender Mehrheit entschieden, dass die Hochstraße ab 2018 abgerissen werden und an ihrer Stelle eine vierspurige lange Stadtstraße neu gebaut werden soll. Die Kosten werden auf 280 Millionen Euro und acht Jahre Bauzeit geschätzt. Anfang 2017 wurde der Abriss auf Ende 2019 verschoben. Bei einem Besuchstermin von Landesverkehrsminister Volker Wissing an der Hochstraße wurden die Kosten mit 291 Millionen Euro angegeben, wovon das Land bisher 75 Millionen Euro eingestellt hat, die Zusage vom Bund steht noch aus.

### Ende
Die B 44 endet südlich vom Ludwigshafener Stadtteil Rheingönheim im gleichnamigen Kreuz, welches bisher nicht fertig ausgebaut wurde, und geht über zur B 9.

## Geschichte

### Ursprung
Bis ins frühe 19. Jahrhundert war die Bergstraße, die heutige B 3, die alleinige Hauptverkehrsader zwischen Frankfurt und dem Rhein-Neckar-Raum. Die Landstraße von Mannheim nach Lampertheim wurde noch in der kurpfälzischen Zeit zwischen 1777 und 1787, über Kirschgartshausen führend, zur Kunststraße ausgebaut. Der Straßenbau in Hessen begann jedoch erst im frühen 19. Jahrhundert.
Zwischen 1829 und 1831 wurde der Streckenabschnitt zwischen Groß-Gerau und Mörfelden zur Chaussee ausgebaut.

### Frühere Strecken und Bezeichnungen
Die Landstraße von Mannheim nach Lampertheim wurde 1901 als Badische Staatsstraße Nr. 169 bezeichnet. Die Streckenlänge im Großherzogtum Baden betrug nur elf Kilometer, so dass diese Straße als weniger wichtige Verbindung eingestuft wurde.
1932 wurde bei der Nummerierung der deutschen Fernverkehrsstraßen, aus denen die heutigen Bundesstraßen hervorgingen, die Nummer 44 an die hessische Strecke von Offenbach am Main nach Sprendlingen vergeben. Bei einer Änderung der nunmehr als Reichsstraßen bezeichneten Fernstraßen wurde Mitte der 30er-Jahre die Reichsstraße 3 zwischen Frankfurt und Heidelberg, die ursprünglich über Darmstadt lief, auf die heutige Strecke der heutigen B 44 über Biblis verlegt und der Abschnitt Frankfurt-Darmstadt mit der – wegen einer weiteren Änderung frei gewordenen – Nummer 44 belegt.

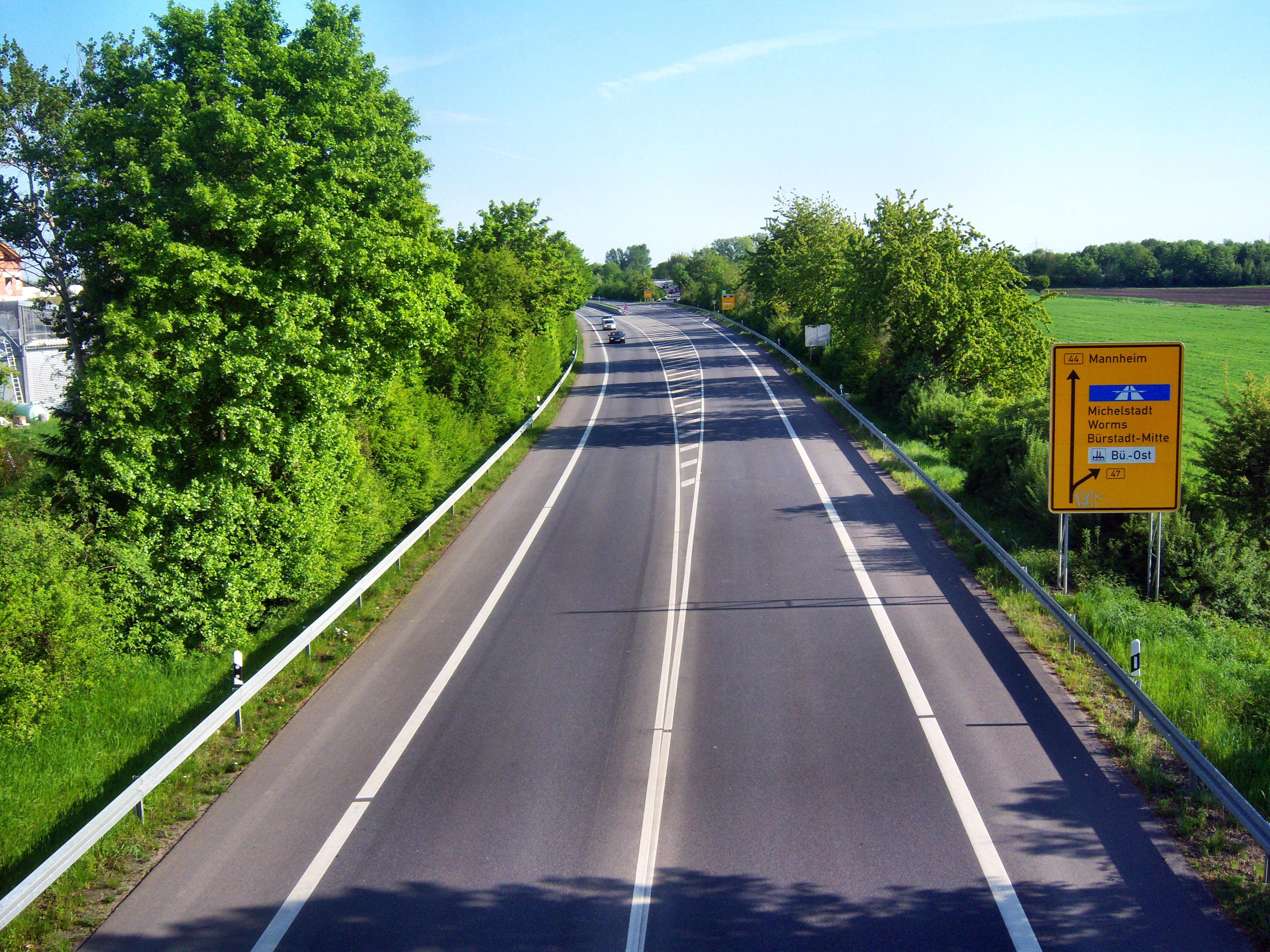
B 44 bei Bürstadt

Einige Jahre später wurde die Reichsstraße 3 auf ihren ursprünglichen Weg zurückverlegt, und der Abschnitt Frankfurt-Bürstadt-Mannheim erhielt die Nummer 44. Dabei wurde in die Reichsstraße 44 auf pfälzischer Seite auch die frühere Reichsstraße 273 einbezogen, deren Nummer dann systematikwidrig in den Raum Berlin verlegt wurde.

### Ersetzungen
Umgehungsstraßen in Bürstadt, Biblis, Groß-Rohrheim, Gernsheim, Biebesheim, Stockstadt und den meisten Stadtteilen von Riedstadt und Mörfelden-Walldorf. Vor dem Bau der B 9-Umgehung Limburgerhof endete die B 44 im Ort an der B 9.
Der Kreis Groß-Gerau plant eine Baumaßnahme bei Dornheim. Hier soll eine Umgehung entstehen die den Verkehr durch die Ortsmitte verringern soll. Der zuständige Kreis Groß-Gerau spricht von einer Reduzierung von bis zu 60 % im Jahr 2030.

## Ausbauzustand
Der Ausbauzustand der B 44 gliedert sich wie folgt:
| Abschnitt                                                   | Streifen | Trennstreifen | Bemerkung       |
| ----------------------------------------------------------- | -------- | ------------- | --------------- |
| Frankfurt am Main – Frankfurt am Main                       | 4        | ja            | städtisch       |
| Frankfurt am Main – L 3317 Frankfurt am Main                | 4        | nein          | städtisch       |
| L 3317 Frankfurt am Main – L 3262 Neu-Isenburg-Zeppelinheim | 4        | ja            | autobahnähnlich |
| L 3262 Neu-Isenburg-Zeppelinheim – Bürstadt                 | 2        | nein          |                 |
| Bürstadt – Lampertheim                                      | 4        | ja            | autobahnähnlich |
| Stadtgebiet Lampertheim                                     | 4        | ja            | städtisch       |
| Lampertheim – Mannheim                                      | 4        | ja            | autobahnähnlich |
| Stadtgebiet Mannheim                                        | 4        | ja            | städtisch       |
| Mannheim – Ludwigshafen                                     | 4        | ja            | autobahnähnlich |
| Ludwigshafen – L 534 Ludwigshafen                           | 4        | nein          | städtisch       |
| L 534 Ludwigshafen – Rheingönheimer Kreuz                   | 4        | ja            | autobahnähnlich |